# Bańgów
Bańgów (niem. Baingow) – dzielnica Siemianowic Śląskich granicząca z Piekarami Śląskimi i Czeladzią, położona 3 km na północ od centrum. 
Przez Bańgów przebiega ulica Henryka Krupanka, która jest częścią drogi krajowej nr 94.
Wierni rzymskokatoliccy przynależą do dwóch bańgowskich parafii: pod wezwaniem Nawiedzenia Najświętszej Maryi Panny oraz pod wezwaniem św. Jana Sarkandra. Znajduje się tu park Fazaniec (Bażantarnia) o powierzchni 39,32 ha. Bańgów składa się z dwóch części: starszej (Stary Bańgów) gdzie przebiega droga krajowa i nowszej (Nowy Bańgów) czyli osiedla bloków bardziej na wschód od starej części, gdzie znajduje się Szkoła Podstawowa nr 16. Jako dzielnica miasta, Bańgów zachował w znacznym stopniu charakter rolniczy.
Ludność starszej części Bańgowa jest pochodzenia zwykle autochtonicznego, mieszkańcy części nowszej to w dużej części przybysze z innych stron Polski.
W Bańgowie działa firma Adient, która jest producentem części samochodowych oraz zakład luksemburskiej firmy Ugine&Alz, która jest producentem blachy (obecnie Aperam).
Na terenie dzielnicy znajduje się Rów Michałkowicki.

## Historia

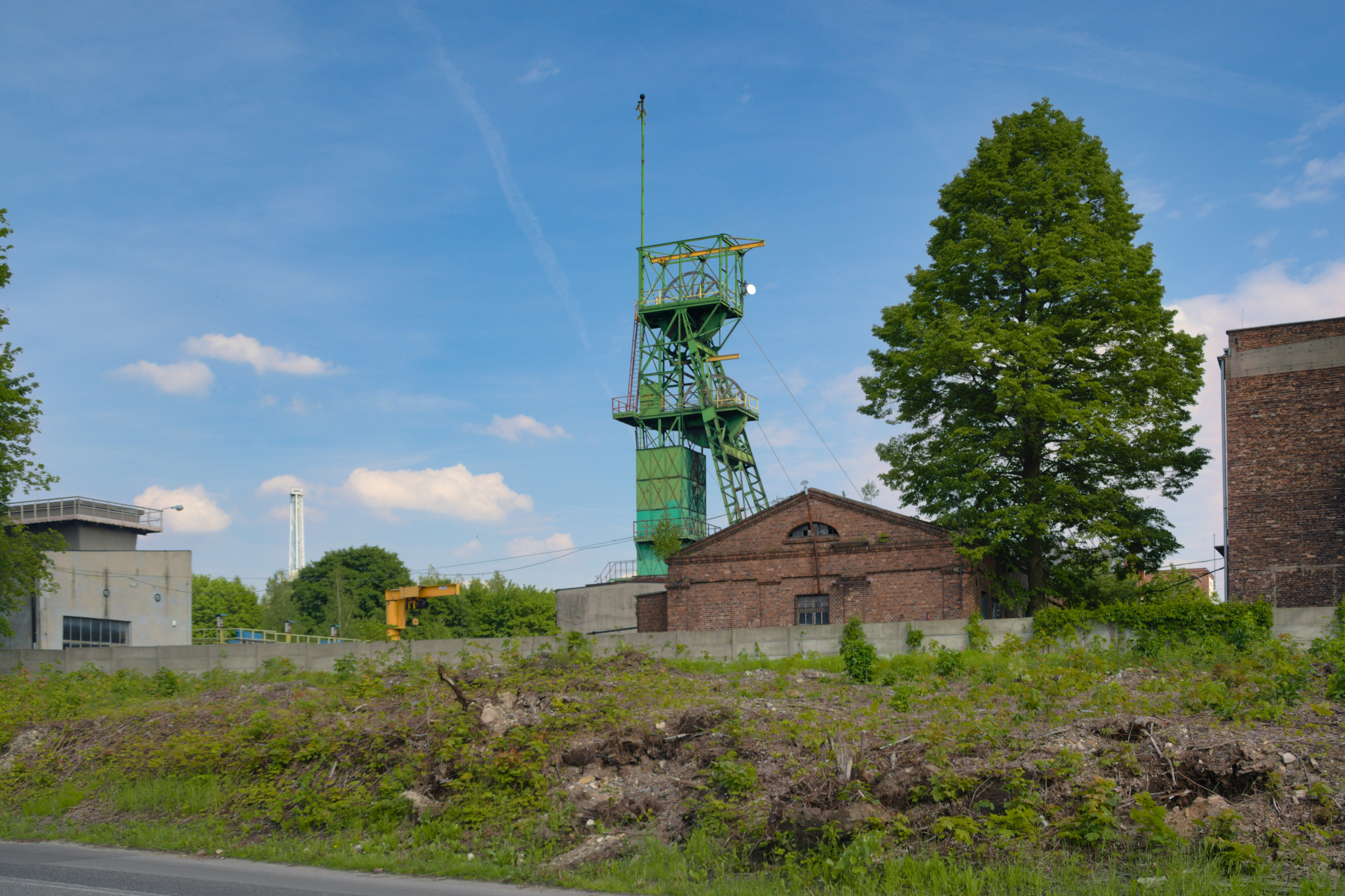
Nadszybie szybu Bańgów (2019)

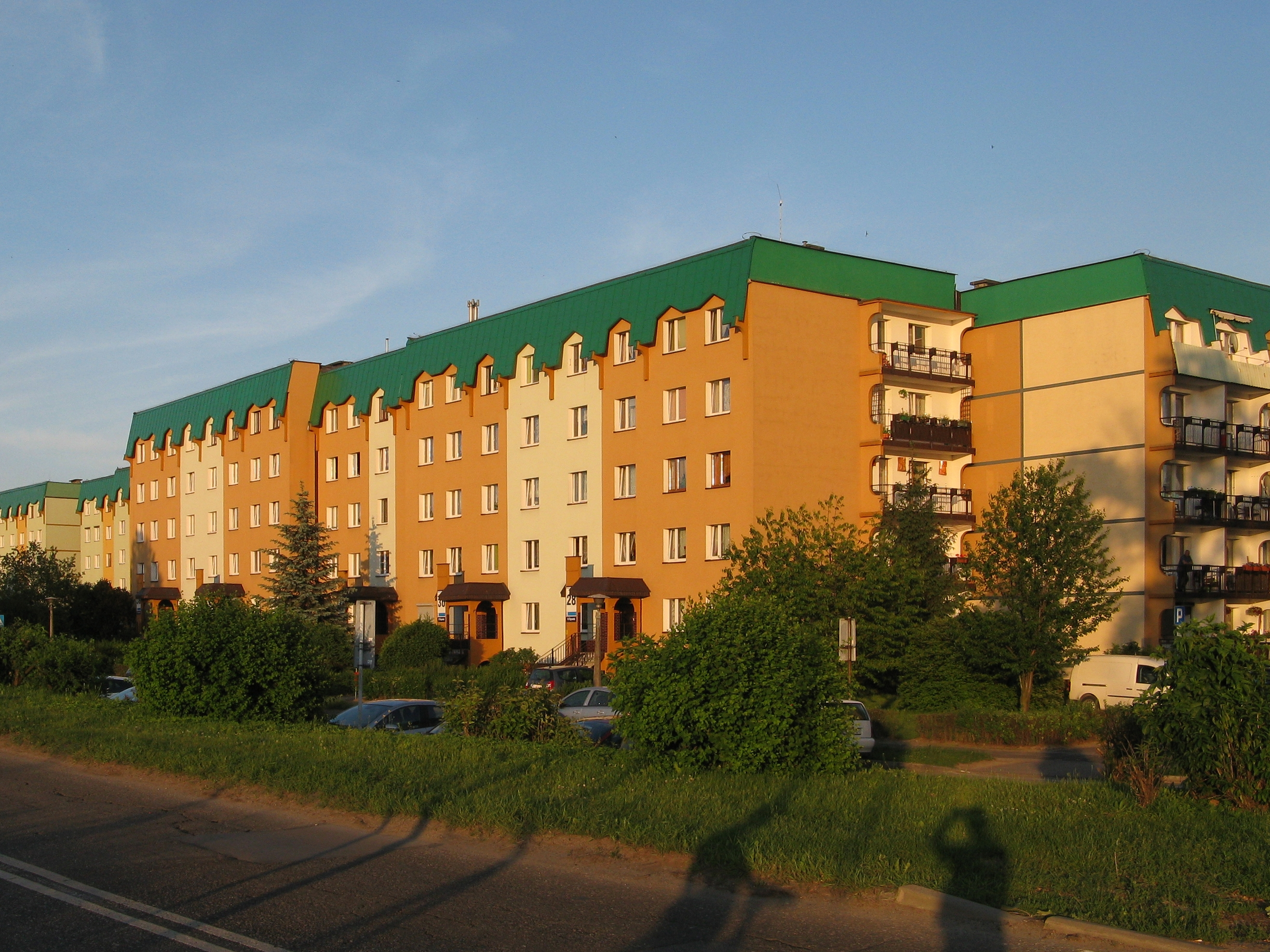
Osiedle Bańgów w 2018 roku

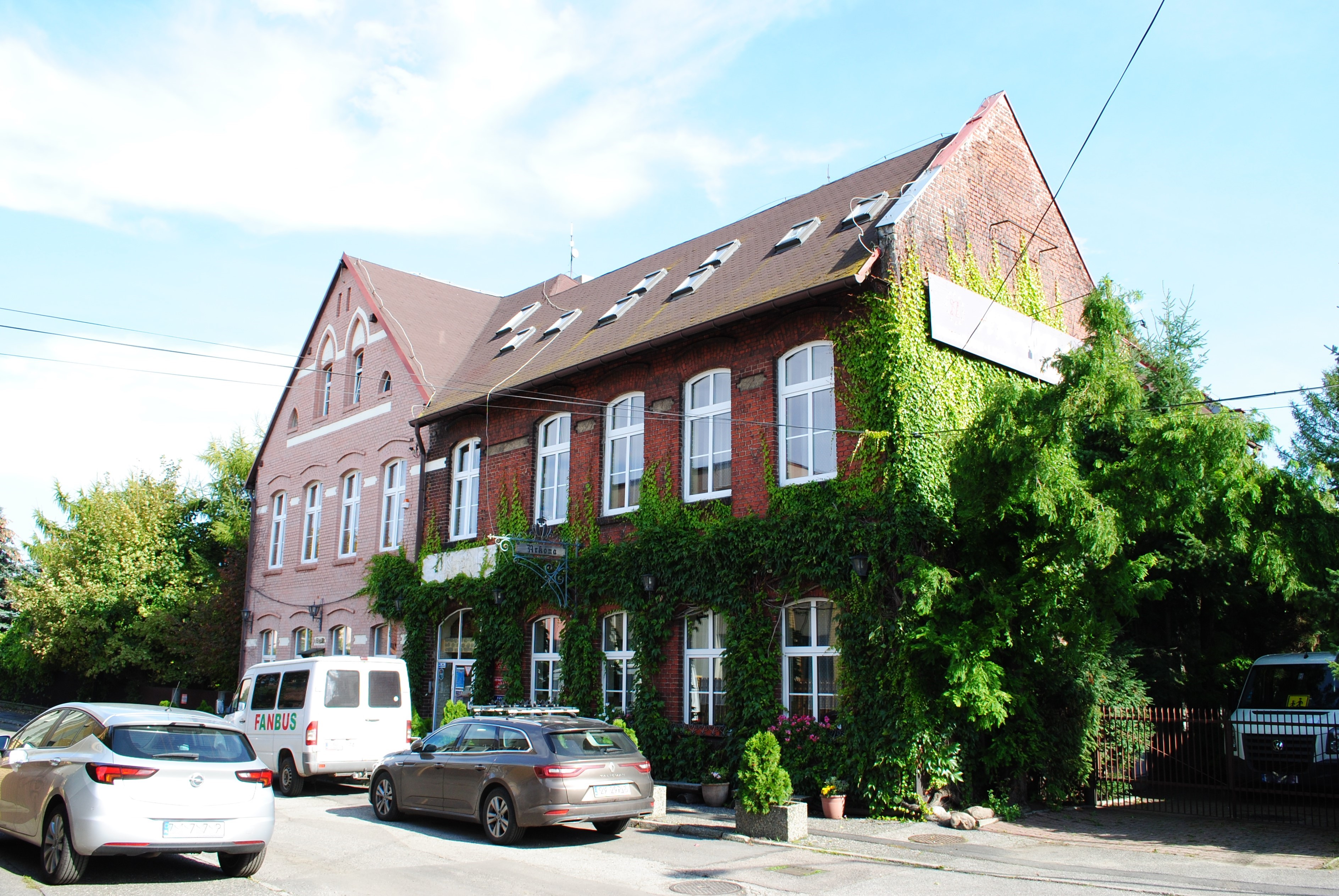
Prywatna Szkoła Podstawowa przy ul. Stefana Okrzei 2

Mimo położenia na średniowiecznym szlaku handlowym z Wrocławia do Krakowa, pierwsza wzmianka źródłowa o Bańgowie pochodzi dopiero z 1596 roku. Początkowo występowała dwojaka pisownia osady: Bańgów i Bańków (według Ludwika Musioła ta druga forma była jeszcze w użyciu  do 1813 roku). Z czasem jednak przeważył, używany obecnie wariant Bańgów. Ten osobliwy zapis związany jest z charakterystyczną dla ludności na tym terenie wymową bezdźwięcznych spółgłosek k,t na dźwięczne g,d. Analogicznie nazwiska Klimas i Termin zapisywano często jako Glimas i Dermin. Przypuszczalnie nazwa miejscowości wywodzi się od założyciela o nazwisku Bańka.  
Pierwszym właścicielem wsi był prawdopodobnie Jan Starszy Mieroszewski. W posiadaniu rodu Mieroszewskich dobra bańgowskie były do 1675 roku. Kolejnym właścicielem został Kaspar Hunter von Grandon – cesarski poborca podatkowy i sędzia ziemski Ziemi Bytomskiej. Po jego śmierci, w 1718 roku wieś przeszła w ręce katolickiej linii hrabiów Henckel von Donnersmarcków i pozostała w nich aż do początków XX wieku. W Bańgowie istniał folwark z owczarnią, huta szkła oraz wapieniołom z piecem wapiennym. Jeszcze w 1780 roku Bańgów był maleńką osadą liczącą zaledwie 7 domów i 42 mieszkańców. Cała dorosła ludność mogła się pomieścić przy dużym stole w bańgowskiej karczmie. Wraz z rozwojem przemysłu w pobliskich miejscowościach wzrastała liczba mieszkańców samego Bańgowa: 
- 1830 rok – 80 osób
- 1835 rok – 269 osób
- 1861 rok – 300 osób
- 1890 rok – 634 osoby
- 1915 rok – 840 osób
- 1940 rok – 1168 osób

Mimo tak szybkiego przyrostu populacji, istniejąca do 1951 roku gmina Bańgów, pozostała najmniejszą pod względem liczby ludności gminą dawnego powiatu katowickiego.

## Literatura
- Antoni Halor, Przewodnik siemianowicki. Wędrówki po mieście i okolicy, wyd. pierwsze, Siemianowice Śląskie: Urząd Miasta Siemianowice Śląskie, 2000, ISBN 83-913068-1-X (pol.).
- Ludwik Musioł, Michałkowice. Gmina i parafia. Monografia historyczna, wyd. pierwsze, Siemianowice Śląskie: Parafia św. Michała Archanioła w Michałkowicach, 2004, ISBN 83-918789-1-0 (pol.).
- Bańków, [w:] Słownik geograficzny Królestwa Polskiego, t. I: Aa – Dereneczna, Warszawa 1880, s. 99.